# Pipile
Pipile là một chi chim trong họ Cracidae.